# Cotton Kid

Cotton Kid est une série de bande dessinée créée par Jean Léturgie (scénario) et Pearce (scénario pour Yann et dessin pour Didier Conrad). 

## Naissance de la série
Née à la suite de l'arrêt conflictuel de Kid Lucky, Cotton Kid compte six albums publiés entre 1999 et 2003 par Vents d'Ouest. Dans un contexte de western parodique proche de Lucky Luke, elle relate les enquêtes de Trevor Beauregard, un détective aussi prétentieux qu'incompétent, secondé à son insu par son petit frère Kid, un gamin malin et débrouillard.

## Synopsis
Trevor Beauregard, fils de riches planteurs de coton du Sud des États-Unis, travaille pour la très prestigieuse agence de détectives d'Allan Pinkerton. Mais c'est avant tout un immense vantard et un coureur de jupons invétéré, doublé d'un très mauvais détective. Heureusement, il peut compter sur l'aide discrète de Kid, son petit frère assoiffé d'aventures et qui est convaincu de l'héroïsme de Trevor.

## Personnages principaux
Trevor Beauregard
Fils aîné d'une riche famille de planteurs de coton du Sud, ce fils à papa prétentieux et coquet a trouvé l'emploi idéal pour briller en société auprès des dames : il travaille pour la prestigieuse agence de détectives Pinkerton, ce qui lui permet de parader dans son magnifique costume d'un blanc étincelant et de faire le respect et l'admiration de la haute bourgeoisie sudiste où il évolue comme un poisson dans l'eau.
Seulement voilà ! Ses récits d'arrestations des pires outlaws de l'Ouest sauvage sont pure fiction ! Mondain, noceur, séducteur invétéré, Trevor est un aventurier de salon qui n'a aucun goût pour le danger et l'aventure. Le courage n'est pas sa qualité première et il tremble comme une feuille à chaque fois qu'une nouvelle mission périlleuse lui est confiée par son employeur. Mais grâce à une veine insolente (et à un petit frère en or !), il parvient toujours à tirer son épingle du jeu et, même s'il n'y est pas pour grand-chose, à boucler ses enquêtes et à en retirer tous les honneurs.
Kid
Petit frère de Trevor, « Kid » (dont le véritable prénom n'est jamais cité) est fasciné par les talents de conteur de son aîné, auquel il voue une admiration sans bornes. Au retour de chacune de ses enquêtes, Trevor offre en souvenir au gamin l'arme du redoutable bandit qu'il a prétendument arrêté, en fait dégottée chez l'armurier du coin. Les yeux brillants d'excitation, l'imagination enflammée à l'évocation des grands espaces et des mille dangers surmontés vaillamment, Kid rêve d'accompagner son grand frère dans ses enquêtes.
Et voilà qu'un jour, profitant de l'inattention des adultes, il met ce projet à exécution et embarque clandestinement à la suite de Trevor pour lui apporter son aide incognito, se donnant à lui-même le nom de guerre de « Cotton Kid ».
Sur le plan du caractère, le jeune garçon est tout le contraire de son aîné. Il a été élevé dans le même milieu sudiste, dans la grande maison victorienne entourée de plantations où travaillent les esclaves, mais ce petit sauvageon frondeur n'a aucun mépris pour les Noirs et les sans grade que son frère regarde de haut (exception notable faite des jolies esclaves de la plantation qui semblent avoir toutes fait l'objet des ardeurs de Trevor !). Très sociable, Kid sympathise sans préjugés avec toutes les personnes qu'il croise sur son parcours, ce qui lui vaut de précieuses alliances et de solides amitiés. Alliés à son courage, son opiniâtreté et son profond sens de la justice, ce sont eux qui sont le secret de sa réussite. En effet, le vrai héros de la famille grâce auquel les bandits sont finalement arrêtés, c’est Kid bien sûr !

## Albums
- Cotton Kid, Vents d'Ouest :

1. Au nom de la loi et de Mr Pinkerton, 1999  (ISBN 2869678657)[2].
2. Charivari dans les bayous, 2000  (ISBN 2869678827)[3],[4].
3. Z comme Sorro, 2000  (ISBN 2869679165)[5].
4. La Piste de Chisholm, 2001  (ISBN 2869679521).
5. La Septième femme de Géronimo, 2002  (ISBN 2749300118).
6. Le Coyote noir, 2003  (ISBN 2749301033)[6].

## Esprit de la série
Bien qu'elle mette en scène un petit garçon, la série s'adresse essentiellement à un lectorat plus âgé que son héros, pour ne pas dire adulte. Le choix d'un petit garçon comme héros introduit un regard pur, idéaliste et rafraîchissant qui accentue la prise de distance avec la lâcheté et la corruption des adultes.
Car l'humour ravageur qui habite chaque page s'exprime essentiellement au second degré et se fait volontiers canaille.
Contrairement à ceux de Lucky Luke, les personnages de Cotton Kid sont parodiques, plutôt que caricaturaux. Ils font preuve de racisme ordinaire, de petites lâchetés, de complexes, de perversions et de vils instincts, les « bons » aussi bien que les « méchants », les femmes aussi bien que les hommes.
Il y a donc une dimension très satirique dans Cotton Kid, là où Lucky Luke jouait davantage dans le registre de la farce.

## Autres références
- Le sobriquet du héros rappelle celui d'une autre figure juvénile du Far-West, celle-là bien réelle : Billy the Kid[2]. Certes, le véritable prénom du héros n'est révélé à aucun moment au sein des dialogues, et son frère aîné, Trevor Beauregard, ne l'appelle pas autrement que « Kid », dès le premier album.
- Calamity Jane est caricaturée comme une virago repoussante et acariâtre dans le premier album[2].
- Le pirate Jean Laffite (rebaptisé par erreur Jacques Laffite à la page 43 de l'album, alors qu'il était correctement nommé Jean Laffite à la page 10) est évoqué dans Charivari dans les bayous. L'aventurière Alice Ivers, dite Poker Alice, est l'un des personnages de cet album.
- L'album Z comme Sorro fait évidemment référence au célèbre vengeur masqué Zorro[5].
- Un jeune roquet sudiste en costume blanc qui devient un héros malgré lui ressemble à la légende d'une autre figure mythique de la bande dessinée du Far West : Blueberry.
- Une référence au crocodile dans Peter Pan est faite dans le deuxième album Charivari dans les bayous[4] lorsque le crocodile Lafayette mange un prétendant avec un réveil, celui ci finit par émettre le tic tac reconnu de l'histoire du capitaine Crochet.